# Романківецький парк
Романківе́цький парк — парк-пам'ятка садово-паркового мистецтва місцевого значення в Україні. Розташований у межах Сокирянської міської громади Дністровського району Чернівецької області, в селі Романківці.
Площа 8,1 га. Статус присвоєно згідно з рішенням 12 сесії обласної ради XXIV скликання від 17.12.2003 року № 179-12/03. Перебуває у віданні: Романківецька сільська рада.
Статус присвоєно для збереження стародавнього парку. Зростає 20 видів деревних рослин. Вік окремих дерев становить від 100 до 200 років.